# Henry Gage (6e vicomte Gage)
 (août 2021).
Pour les articles homonymes, voir Gage.
Henry Rainald Gage, né le 30 décembre 1895 et mort le 27 février 1982, est le 6e vicomte Gage de Firle Place, en Irlande.

## Biographie
Il est le fils de Henry Charles Gage et de Leila Georgina Peel. La famille Gage a des racines en Amérique du Nord britannique de la famille Schuyler, la famille Delancey et la famille Van Cortlandt.
À la mort de son père en 1912, il lui succède comme vicomte Gage alors qu'il n'a que 16 ans. Il sert pendant la Première Guerre mondiale comme capitaine des Coldstream Guards, combattant en France et en Belgique. Il est nommé colonel honoraire de la 58th (Home Counties) Field Brigade, Royal Artillery, le 17 juin 1936 .
En 1931, Gage fait don de papiers et de lettres écrits entre 1758 et 1764 par son célèbre parent, le général Thomas Gage à la bibliothèque William L. Clements d'Ann Arbor, dans le Michigan et entre 1958 et 1965 fait don de lettres et de documents du vice-amiral Peter Warren à la Sussex Archaeological Society à Lewes.
Au début de la Seconde Guerre mondiale la famille s'installe dans une maison plus petite et l'école pour filles de Southover à Lewes est évacuée pendant une courte période vers la maison familiale de Gage à Firle. Après avoir déménagé, les soldats canadiens sont cantonnés au manoir familial. En 1952, la belle-mère de Gage est décédée, laissant les œuvres d'art à sa femme, Imogen. Le couple décide de présenter l'art dans leur maison, ouvrant Firle Place aux visites publiques en 1954.
En 1968, Imogen décède. Gage se remarie en 1971 avec Diana Cavendish. Il décède lui-même en 1982 à l'âge de 86 ans. Un vitrail de l'artiste John Piper est installé dans l'église Saint-Pierre de Firle et dédié à sa mémoire. Diana décède en 1992.
Il est nommé vice-président du Sussex Wildlife Trust le 13 janvier 1962 et prend sa retraite lors de l'AGA du 29 avril 1967. Il est inscrit en tant que directeur de Over Timber (Fawley) Ltd. et de Firle Estate Co.Ltd.

## Famille
Le 26 février 1931, Gage épouse Alexandra Imogen Clair Grenfell (Imogen), fille de William Grenfell, 1er baron Desborough ; ils ont trois enfants :
- George John St. Clere Gage, 7e vicomte Gage (8 juillet 1932 - 1993)
- (Henry) Nicolas Gage, 8e vicomte Gage (né le 9 avril 1934)
- Camilla Jane Gage (née le 12 juillet 1937)